# Hemigaster ornatipes
Hemigaster ornatipes är en stekelart som först beskrevs av Cameron 1912.  Hemigaster ornatipes ingår i släktet Hemigaster och familjen brokparasitsteklar. Inga underarter finns listade i Catalogue of Life.